# 合署办公
- 關於以两个机构联合办公、联合开展工作、各自保留法人地位为特点的一种中华人民共和国机构编制方式，請見「合署办公 (机构编制方式)」。
- 關於以一个机构使用两个名称开展工作、形成同一个法人为特点的一种中华人民共和国机构编制方式，請見「一个机构两块牌子」。

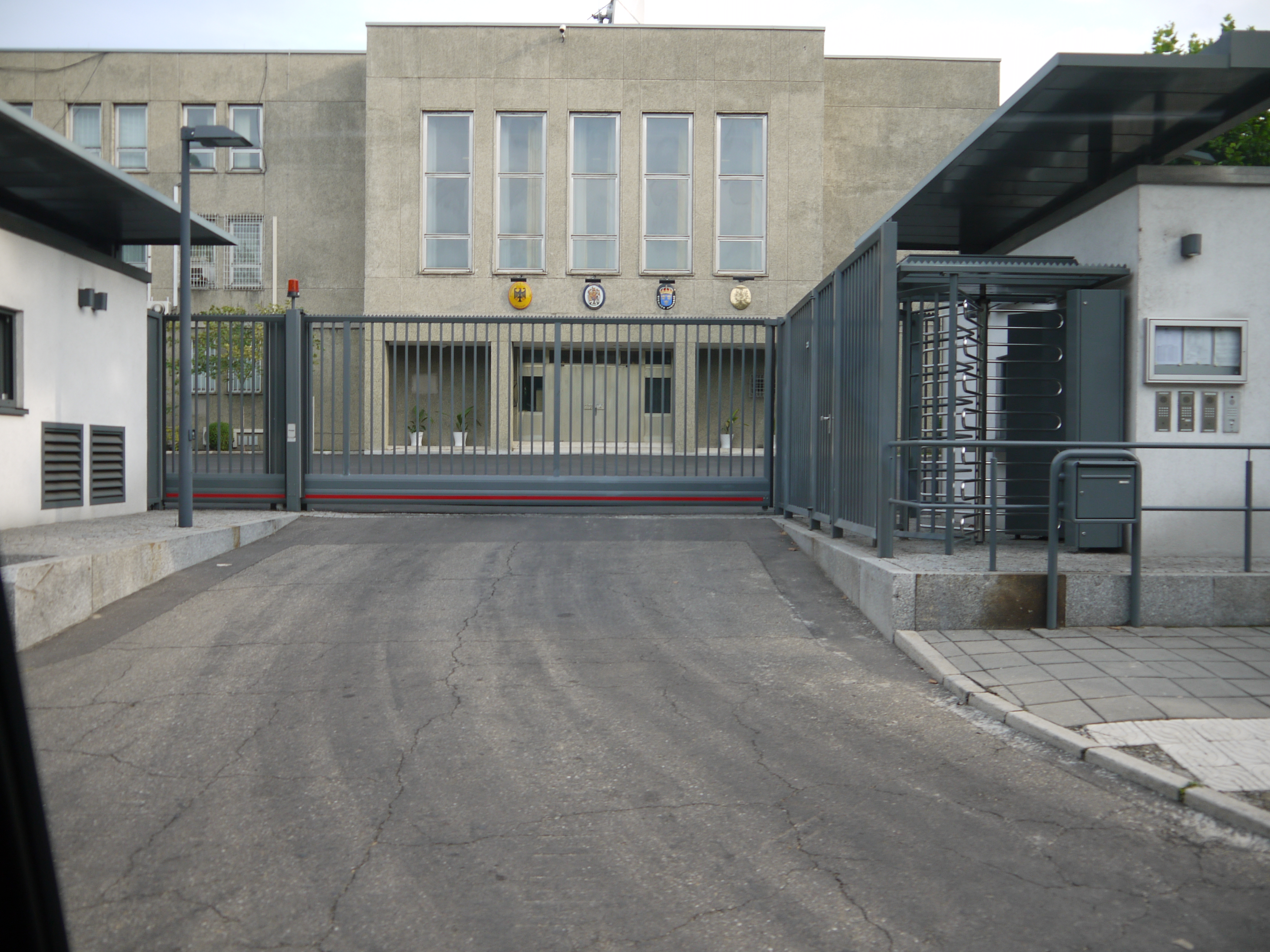
德國駐朝鮮大使館、英國駐朝鮮大使館、瑞典駐朝鮮大使館與法國駐朝鮮合作辦事處在平壤的合署辦公樓，建筑牆上掛有上述4國外交机构的徽章。

合署办公（或稱聯合辦公、同址辦公、集中處所辦工）是政府機構運作的一種形式，一般用來形容數個政府單位在同一地方或建築辦公的情形。此舉可提升民眾便利性、強化公務效率、促進土地高度利用、精簡建築與維護經費。合署办公不只限于同一个国家，不同国家的政府机构也可能通过国际合作实现合署办公。

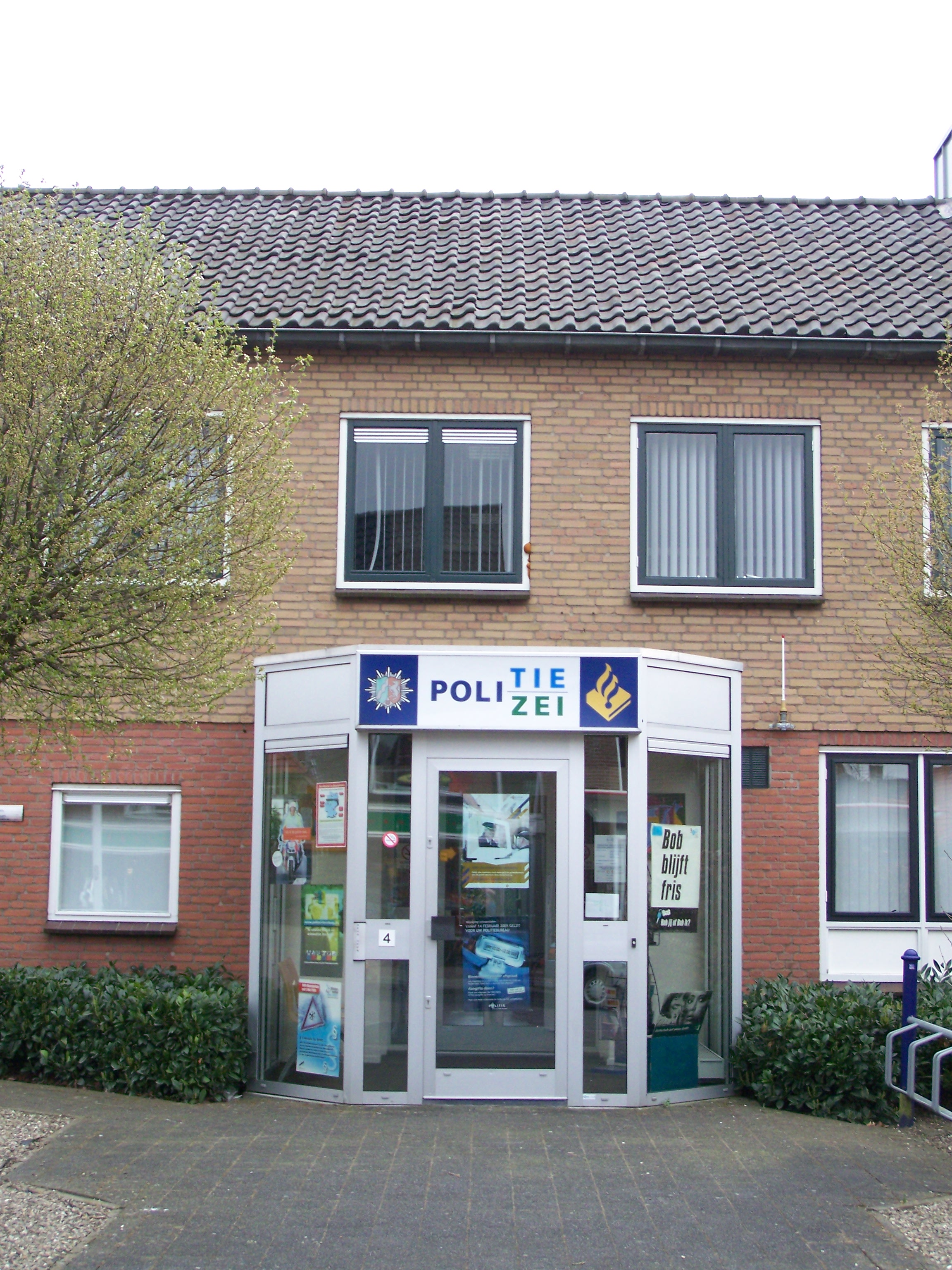
德国北莱茵-威斯特法伦州警察与荷兰国家警察的合署办公楼，位于荷兰东部的Dinxperlo，门挂有荷兰语的“警察”（politie）和德语的“警察”（Polizei）和两国警队徽章。

## 中华人民共和国
廣州市的市政府合署始建於1935年，是市政府主要機構的辦公場地，並無向公眾提供附設服务设施。
香港特别行政区各地設有政府合署，特區政府的總部建築亦稱中區政府合署（Central Government Offices，通常稱為政府總部，中區政府合署通常會被視為搬遷前的舊中區政府合署）。有些大樓則主要提供公共設施，例如圖書館、街市、體育館、游泳池等，同時設有政府部門辦公室，稱市政大廈。

## 中华民国
訓政時期，省政府採合議制，設主席及省政委員，而下設各廳（機關）廳長由省政委員兼任；省政府與各廳關係，猶如行政院之於各部。各廳在本管事務亦直接與中央、縣相應機關直接行文，如省民政廳行文中央內政部、省財政廳行文縣財政局等。後為增強省政府本身權力，便利戰時行政，中央政府在對日抗戰時指示將某些廳併入省政府，禁止獨自行文；同時在縣施行之裁局改科，將縣政府下設各局併入府內，又改稱科，更為徹底，旨意亦同。1947年（民國36年）12月25日《中華民國憲法》實施後，明文規定省、縣均採首長制，上述各權宜之策自成定例。
現今中華民國的合署辦公，主要指多個政府機關或公法人共用一處建築的辦公型態，這類的建築又稱為「聯合辦公大樓」。例如2017年（民国106年）成立的行政院金马联合服务中心与福建省政府是合署办公的；鄉鎮市區級別的機關則常以一棟「行政大樓」進行合署辦公。此外，司法相關機關（法院與檢察署）出於權力分立原則，多擁有專用的合署辦公大樓。

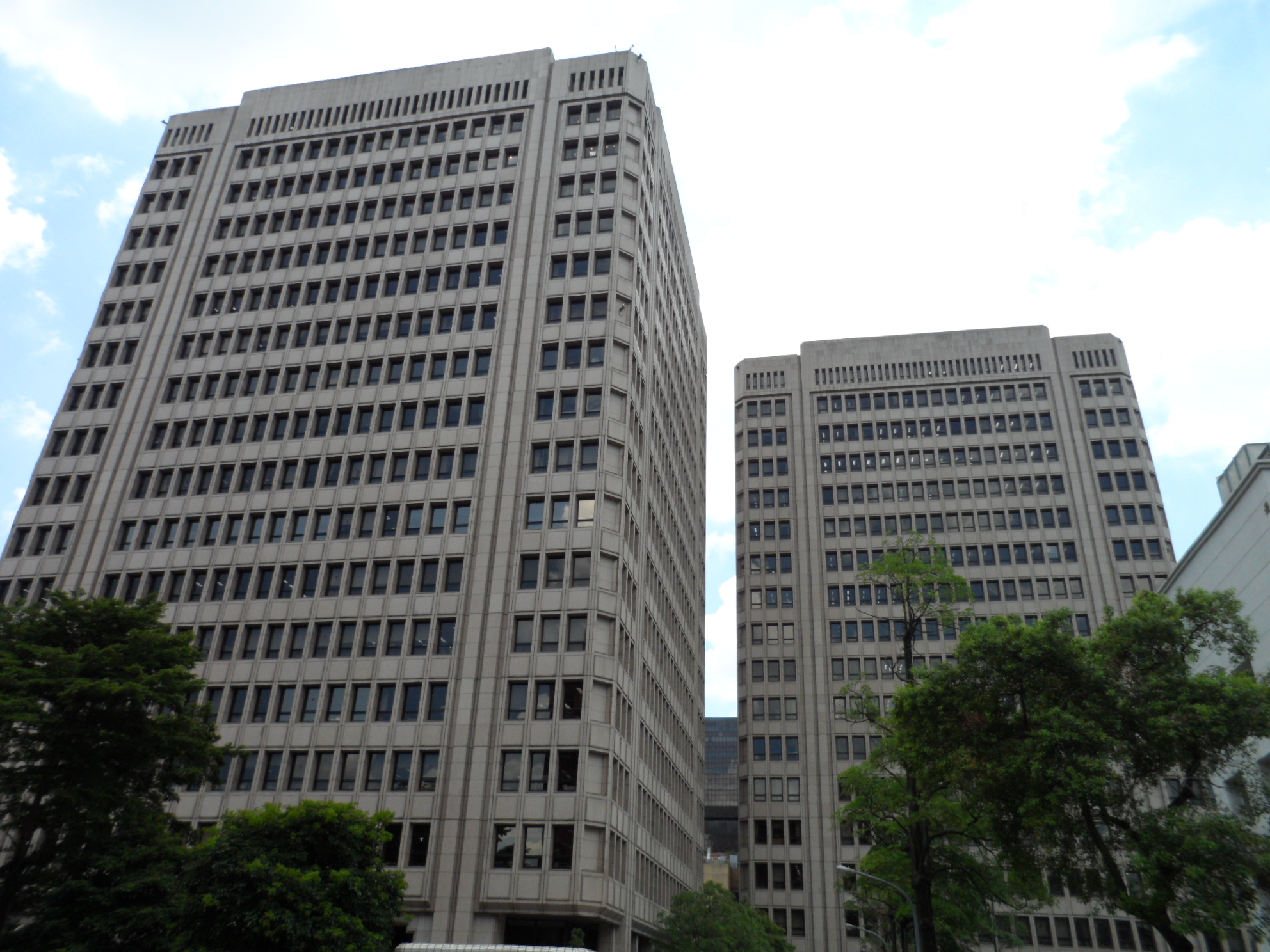
中央聯合辦公大樓
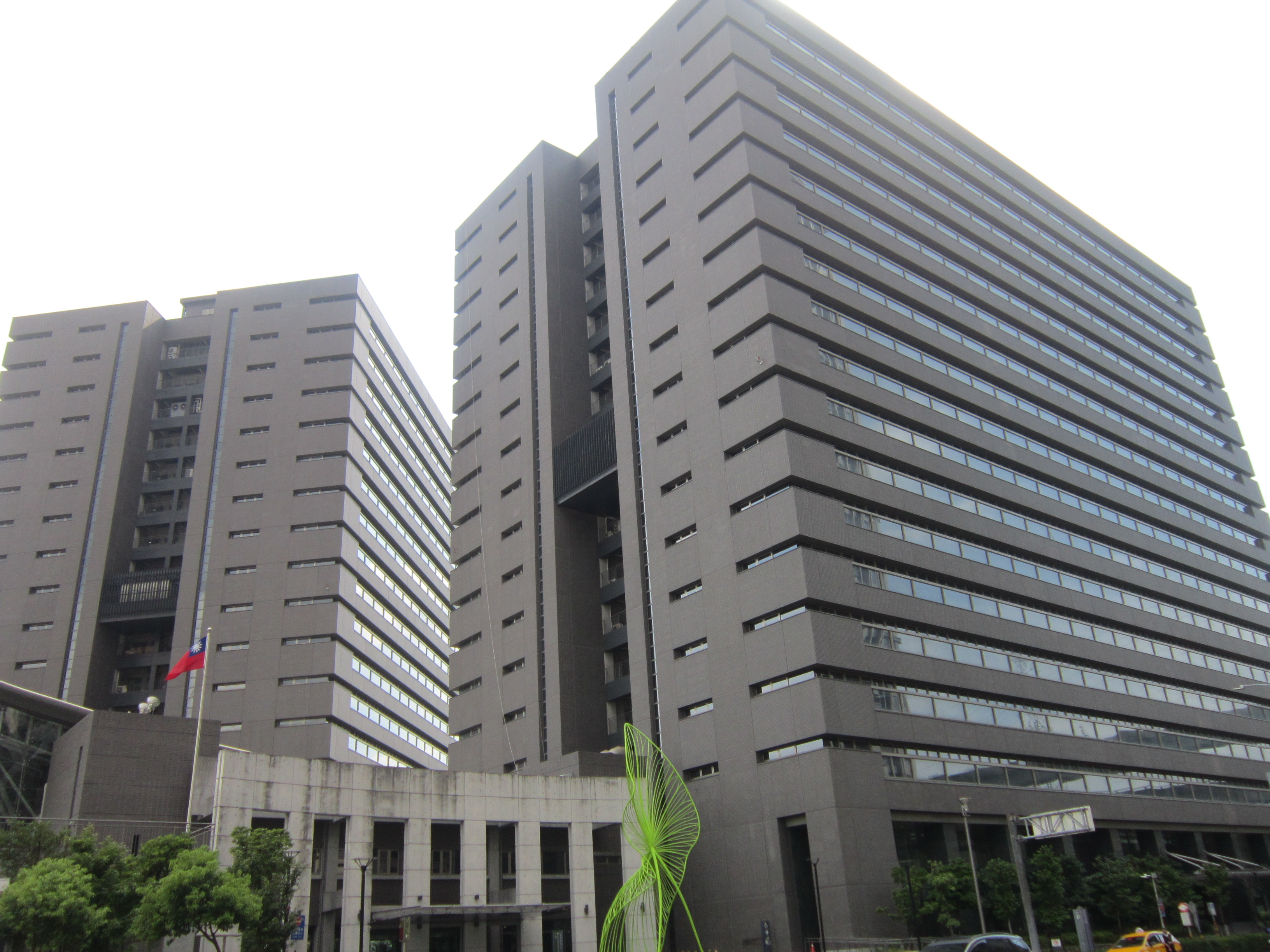
行政院新莊聯合辦公大樓
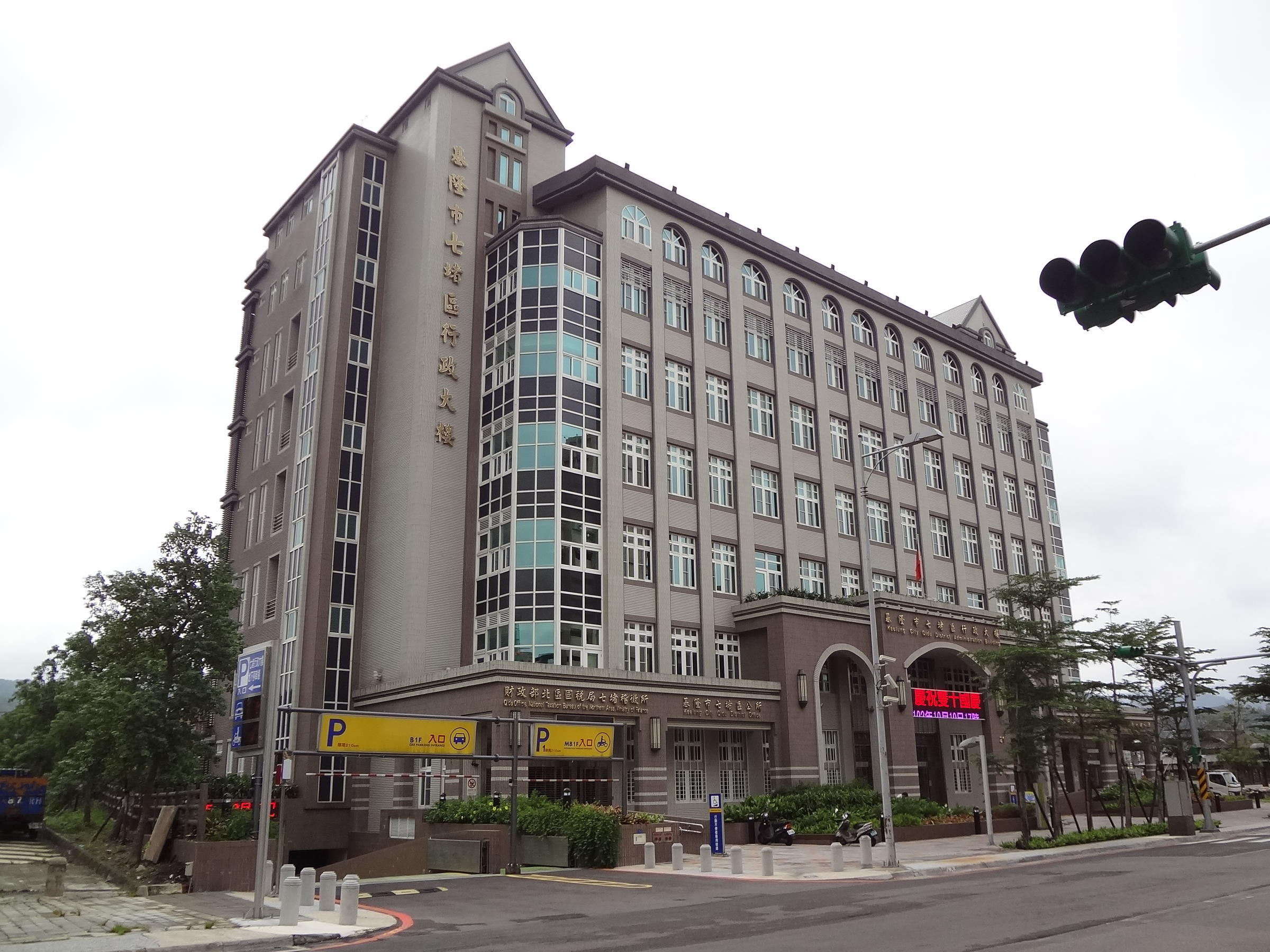
基隆市七堵區行政大樓
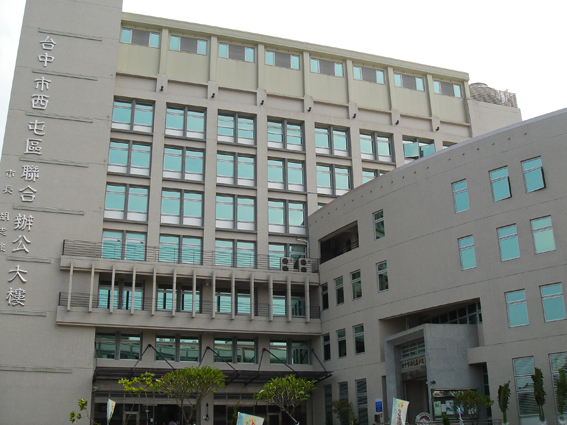
台中市西屯區聯合辦公大樓

中華民國各級政府的聯合辦公大樓：
- 台北市的中央聯合辦公大樓、交通通訊傳播大樓、司法大廈、司法新廈、司法第二辦公大廈
- 新北市的行政院新莊聯合辦公大樓
- 高雄市的行政院南部聯合服務中心合署辦公大樓
- 各鄉鎮市區的行政大樓

## 日本
日本各級政府機關常以合署辦公方式運作，稱為「合同廳舍」，如東京都霞關的「中央合同廳舍」建築群。司法機關則常有自己的合同廳舍，此係基於三權分立，通常不與行政机关、立法機關合署辦公。